# جتران ایر
جتران ایر (انگلیسی: JeTran Air) شرکت هواپیمایی رومانیایی است، که در سال ۲۰۰۵ تأسیس شد.